# Marvelous (film)
Marvelous är en amerikansk dramakomedi från 2006, skriven och regisserad av Síofra Campbell.

## Handling
Gwen (Martha Plimpton) bor efter sin skilsmässa hos sin syster Queenie. Det visar sig att Gwen har en magisk förmåga att laga trasiga maskiner och bota sjuka och skadade människor. Filmen utforskar den effekt som kändisskapet har på Gwen och hennes familj och vänner.